# Josef Páta

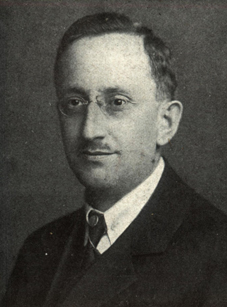
Josef Páta

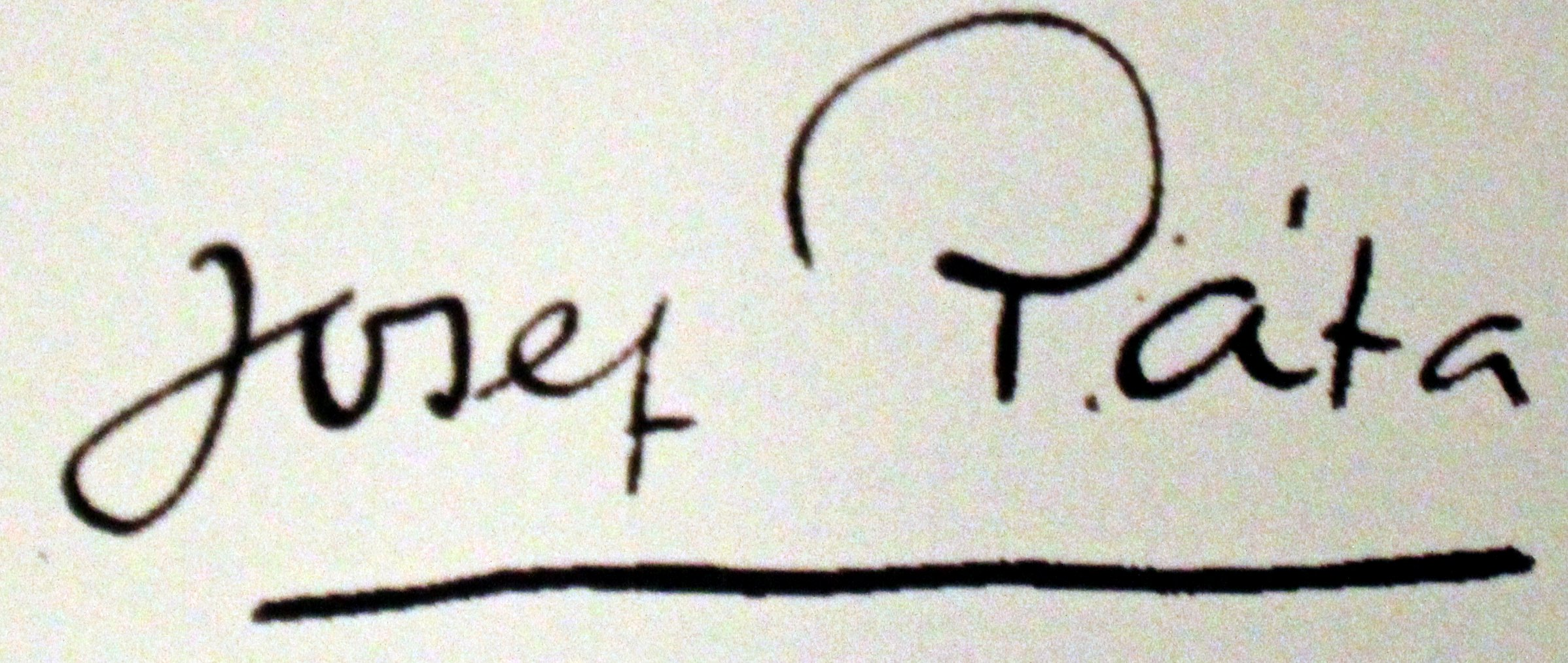
Unterschrift von Josef Páta im Gästebuch der Maćica Serbska

Josef Páta (geboren 27. August 1886 in Leitomischl, Böhmen; gestorben 24. Juni 1942 in Prag) war ein tschechischer Slawist mit den Schwerpunkten Sorabistik und Bulgaristik.

## Leben
Nach dem Gymnasium in Litomyšl studierte Josef Páta seit 1904 Bohemistik und Moderne Philologie an der Karlsuniversität in Prag. Er besuchte auch Kurse für sorbische Sprache und reiste zu Studienaufhalten nach Leipzig, Zagreb, Belgrad und Sofia. 1909 promovierte er und arbeitete danach als Lehrer an der Handelsschule in Prag.
Nach dem Militärdienst 1914 war er seit 1916 dort wieder tätig und seit 1919 Lehrer an einem Gymnasium in Prag. 1922 habilitierte er und war Dozent für sorbische Sprache und Literatur an der Karlsuniversität. 1933 wurde er erster ordentlicher Professor für Sorabistik.
1942 wurde Josef Páta nach dem Attentat auf Reinhard Heydrich verhaftet, kurzzeitig in das Konzentrationslager Theresienstadt gebracht und dann mit anderen gesellschaftlichen Persönlichkeiten auf dem Schießplatz Kobylisy in Prag erschossen.

## Schriften (Auswahl)
- Zlomek evangelistáře XII. stol. Sofijské národní knihovny: studie gramaticko-lexikální, 1915
- Lužice (Die Lausitz), 1919, sorbische Übersetzung 1920
- Z dějin Lužických Srbů v Lipsku (Aus der Geschichte der Lausitzer Sorben in Leipzig), 1919
- Krátká příručka hornolužické srbštiny, 1920
- Lužickosrbská čítanka (Sorbisches Lesebuch), 1920, mit Texten ober- und niedersorbischer Autoren
- Serbska čitanka (Sorbisches Lesebuch), 1920, in ober- und niedersorbischer Sprache
- Kapesní slovník Lužicko-česko-jihoslovanský a česko-lužický (Taschenwörterbuch Lausitzisch-tschechisch-jugoslawisch und tschechisch-lausitzisch), 1920
- Bulharský národní básník Ivan Vazov, 1921
- Úvod do studia lužickosrbského písemnictví, 1925
- Jaroslav Vrchlický a Lužice, 1927
- Introduction à l’étude de la littérature des Serbes de Lusace: Résumé du texte lusacien, 1929
- Josef Dobrovský a Lužice, 1929
- Co má každý vědět o dnešní Lužici, 1930, 1932
- Aus dem kulturellen Leben der lausitzer Serben nach dem Weltkriege, Bautzen, 1930
- Les Serbes de Lusace : Littérature et culture aprés la Grande guerre, Genéve, 1933
- Bulharské písemnictví ve XX. století (Bulgarische Literatur im 20. Jahrhundert), 1934
- Naše styky s Lužicí : jubilejní sborník, 1934, mit Vladimír Zmeškal,
- Lužice, Československo a Slovanstvo, 1935
- Lužická otázka, 1936
- Lužické stati, 1937